# Hans G. Kippenberg

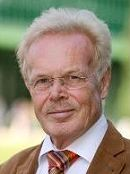
Hans G. Kippenberg

Hans Gerhard Kippenberg (* 5. Februar 1939 in Bremen) ist ein deutscher Religionswissenschaftler.

## Biografie
Kippenberg ist der Sohn von Ernst August Kippenberg (* 3. Februar 1901; † 29. Januar 1996) und Anna Elise Kippenberg, geb. Brodmann (* 13. November 1902; † 15. September 1996); er besuchte Grundschule und Gymnasium in Bremen und studierte Evangelische Theologie, Religionsgeschichte, semitische und iranische Sprachen an der Universität Marburg, der Universität Tübingen, der Universität Göttingen, der University of Leeds und der Freien Universität Berlin.
Seine Schwester, Sabine Goepfert-Kippenberg, war von 1976 bis 1988 Präsidentin des Katholischen Frauenbundes.
1964 bis 1967 war er Repetent für Allgemeine Religionsgeschichte am Bremer Studienhaus der Theologischen Fakultät Göttingen. Kippenberg wurde 1969 an der Theologischen Fakultät der Universität Göttingen promoviert. 1969 bis 1977 war er Assistent bzw. Assistenzprofessor für Allgemeine Religionsgeschichte an der Freien Universität Berlin. 1975 habilitierte er sich für Allgemeine Religionsgeschichte im Fachbereich Philosophie und Sozialwissenschaften der Freien Universität Berlin. 1977 wurde er auf den Lehrstuhl für Religionswissenschaft mit Schwerpunkt Allgemeine Religionsgeschichte und Vergleichende Religionswissenschaft an die Reichsuniversität Groningen in den Niederlanden berufen. Von 1989 bis 2004 lehrte er Religionswissenschaft mit dem Schwerpunkt Geschichte und Theorie der Religionen an der Universität Bremen, daneben war er weiter außerplanmäßiger Professor an der Universität Groningen. Er wurde nach seiner Pensionierung an der Universität Bremen zum Weisheitsprofessor für Vergleichende Religionswissenschaft an die Jacobs University Bremen berufen.
Er war von 1984 bis 1986 Dekan der Theologischen Fakultät der Reichsuniversität Groningen und von 1995 bis 1998 Dekan des Fachbereichs Kulturwissenschaften der Universität Bremen.
Kippenberg war Mitherausgeber der Zeitschrift NVMEN – International Review for the History of Religions. Gegenwärtig ist er Mitherausgeber des Journal of Religion in Europe sowie der Religionsgeschichtlichen Studien und Vorarbeiten.
Kippenberg war 1987 Fellow am Netherland's Institute for Advanced Study in Wassenaar, 1991/92 am Wissenschaftskolleg zu Berlin, 1994 am Institute for Advanced Study in Princeton, 1995 am Zentrum für interdisziplinäre Forschung der Universität Bielefeld. Von 1998 bis 2009 war er Fellow am Max-Weber-Kolleg in Erfurt. Er bekleidete Gastprofessuren an der Universität Heidelberg (Weber-Lehrstuhl), an der University of Chicago und der Bar-Ilan-Universität in Tel Aviv.
Von 1993 bis 2000 war er zuerst 1. und dann 2. Vorsitzender der Deutschen Vereinigung für Religionswissenschaft.

## Forschungsgebiete
Schwerpunkte seiner Arbeit sind antike Religionen, Judentum, Christentum, Islam, Religionssoziologie, Geschichte der Religionswissenschaft und Max Webers Religionssoziologie.
Kippenbergs Arbeitsgebiete verlagerten sich mit der zunehmenden Präsenz von Religionen in der modernen Kultur von der Theologie auf die Religionswissenschaft und dann auf moderne Sozialformen von Religion. Er hat den Religionsteil in Max Webers Wirtschaft und Gesellschaft herausgegeben und war Mitherausgeber der geistlichen Anleitung der Attentäter vom 11. September 2001. Ein Vortrag über dieses Dokument auf einer Konferenz in Bangladesch löste eine Kontroverse aus. 2008 folgte sein Buch Gewalt als Gottesdienst. Religionskriege im Zeitalter der Globalisierung; es legt anhand von acht spektakulären Fällen dar, warum Religionsgemeinschaften (jüdische, christliche, islamische) im Verlauf von Konflikten gewalttätig wurden. Das Buch hat in der Öffentlichkeit weite Beachtung gefunden und wird auch von der Bundeszentrale für Politische Bildung verbreitet.

## Schriften (Auswahl)
- als Herausgeber: Seminar: Die Entstehung der antiken Klassengesellschaft (= Suhrkamp-Taschenbuch Wissenschaft. 130). Suhrkamp, Frankfurt am Main 1977, ISBN 3-518-07730-9.
- Religion und Klassenbildung im antiken Judäa. Eine religionssoziologische Studie zum Verhältnis von Tradition und gesellschaftlicher Entwicklung (= Studien zur Umwelt des Neuen Testaments. 14). Vandenhoeck & Ruprecht 1978, ISBN 3-525-53366-7 (2., erweiterte Auflage. ebenda 1982; Übersetzungen ins Japanische und Portugiesische; zugleich: Berlin, Freie Universität, Dissertation, 1975).
- als Herausgeber mit Brigitte Luchesi: Magie. Die sozialwissenschaftliche Kontroverse über das Verstehen fremden Denkens. Suhrkamp, Frankfurt am Main 1978, ISBN 3-518-06107-0.
- als Herausgeber unter Mitwirkung von Karola Kippenberg-Schwarz: Johann Jakob Bachofen: Mutterrecht und Urreligion. Unter Benutzung der Auswahl von Rudolf Marx (= Kröners Taschenausgabe. 52). 6., erweiterte Auflage. Alfred Kröner, Stuttgart 1984, ISBN 3-520-05206-7.
- Die vorderasiatischen Erlösungsreligionen in ihrem Zusammenhang mit der antiken Stadtherrschaft. Heidelberger Max-Weber-Vorlesungen 1988 (= Suhrkamp-Taschenbuch Wissenschaft. 917). Suhrkamp, Frankfurt am Main 1991, ISBN 3-518-28517-3.
- Die Entdeckung der Religionsgeschichte. Religionswissenschaft und Moderne. C. H. Beck, München 1997, ISBN 3-406-42882-7 (Übersetzungen ins Französische, Englische, Italienische und Japanische).
- mit Kocku von Stuckrad: Einführung in die Religionswissenschaft. Gegenstände und Begriffe. C. H. Beck, München 2003, ISBN 3-406-50207-5.
- als Herausgeber mit Tilman Seidensticker: The 9/11 Handbook. Annotated Translation and Interpretation of the Attackers’ Spiritual Manual. Equinox, London u. a. 2006, ISBN 1-84553-129-9.
- Gewalt als Gottesdienst. Religionskriege im Zeitalter der Globalisierung. C. H. Beck, München 2008, ISBN 3-406-49466-8.
- als Herausgeber: Max Weber: Religiöse Gemeinschaften (= Max Weber: Gesamtausgabe. Abt. 1: Schriften und Reden. Bd. 22: Wirtschaft und Gesellschaft. Teilbd. 2). Mohr (Siebeck), Tübingen 2001, ISBN 3-16-147562-3.

## Schüler
Zu den bedeutenden Schülern von Hans G. Kippenberg gehören Astrid Reuter und Kocku von Stuckrad.